# Mineral del Chico
Esta página se refiere a una localidad. Para el municipio homónimo véase Municipio de Mineral del Chico
Mineral del Chico es una localidad, cabecera del municipio de Mineral del Chico en el estado de Hidalgo en México. En el año 2011 fue nombrado como uno de los Pueblos mágicos de México.

## Toponimia
El primer nombre que tuvo la población fue el de Atotonilco, y Atotonilco según su traducción es: "Lugar de aguas termales", sin embargo esa significación no corresponde a este lugar, si se toma en cuenta que su fundación se debió al descubrimiento de unas minas en las proximidades de Atotonilco el Grande, y con el fin de diferenciarlo se le puso Atotonilco el Chico; tiempo después, como las vetas encontradas en la mina, eran de importancia, se le llamó Real del Chico, de cuya designación fácil es pasar a la actual Mineral del Chico, o "El Chico".

## Historia

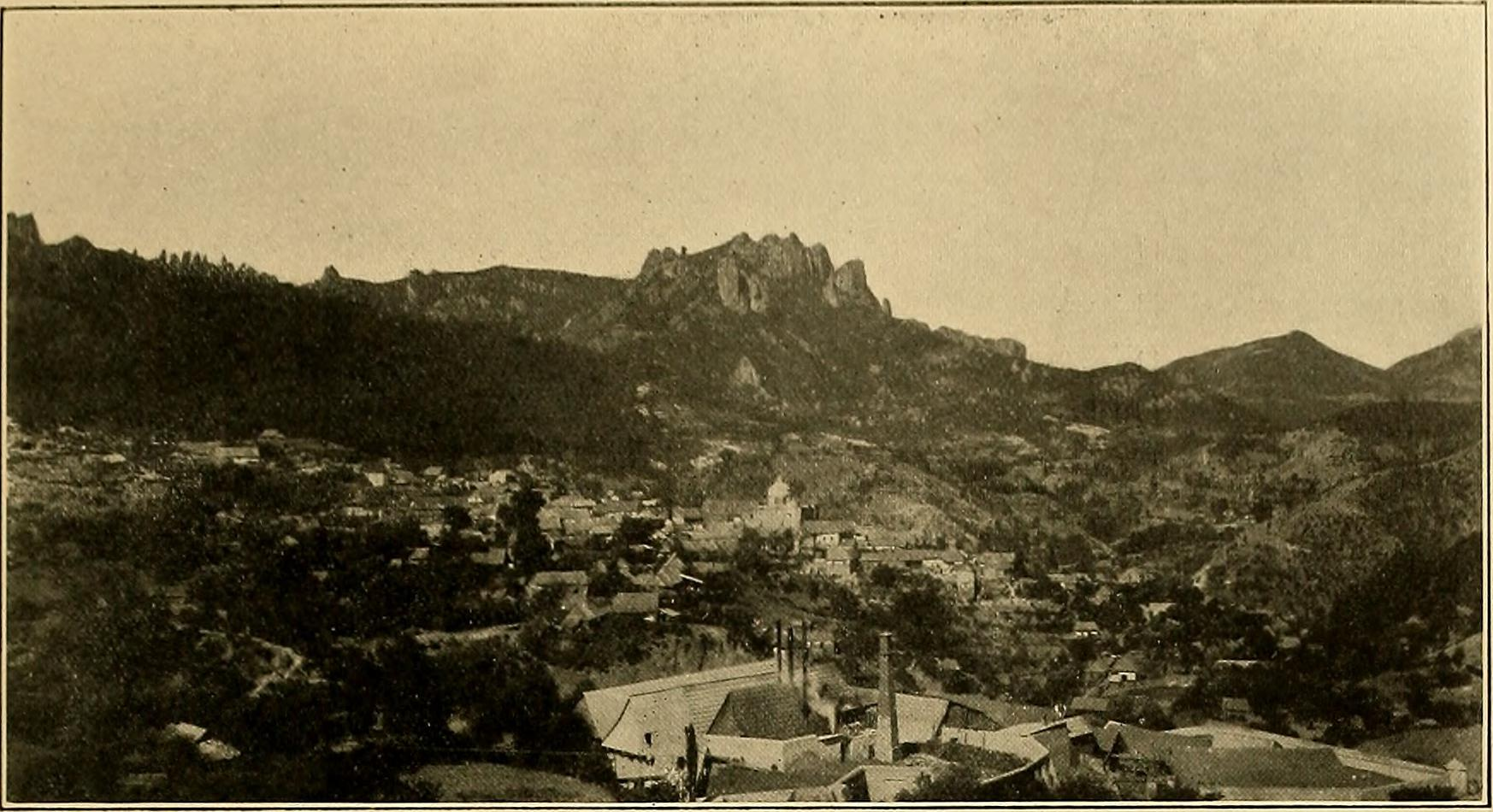
Panorámica de la localidad en 1910.

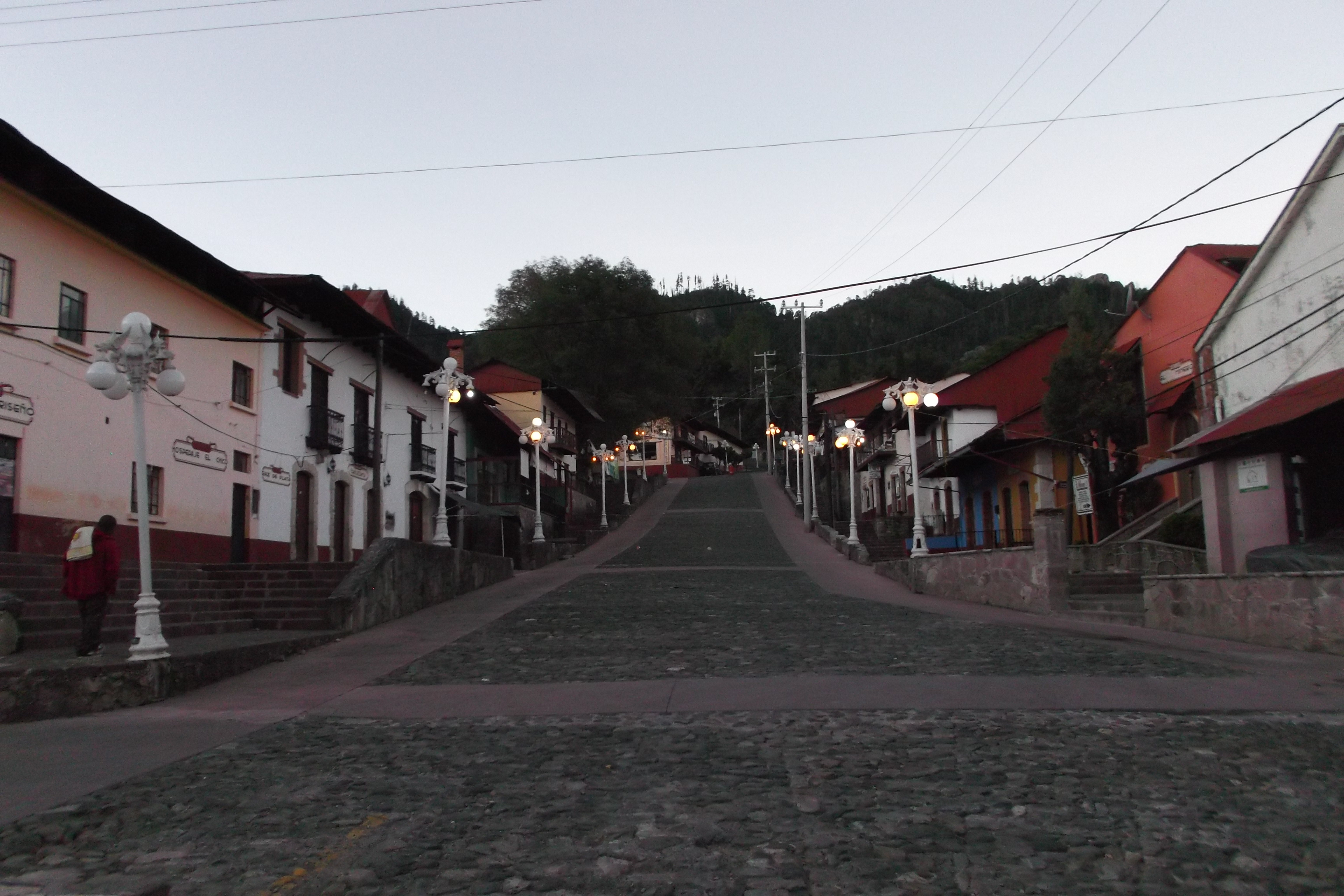
Calle de la localidad.

La población de nace en 1565. Trece años después de la noticia del primer hallazgo de minerales en la región.
Al terminar la guerra de Independencia, todo lo que estaba bajo el dominio de la corona deja de llamarse real como el ejército, los caminos, las minas, etc. así en 1824, al hacerse la división política de la República, Real de Atotonilco El Chico cambia su nombre por el de Mineral del Chico, mismo por el que se le conoce en la actualidad.
El lugar es elevado a categoría municipal con fecha 16 de enero de 1869, un día después de que el Congreso expidió el Decreto del 15 de enero de 1869 mediante el cual fue erigido el Estado Libre y Soberano de Hidalgo. En el año de 1886 es erigida la fuente del pueblo, siendo Gobernador Constitucional del Estado Francisco Cravioto.
En el año de 1888 el ingeniero Gabriel Mancera dotó a la población de un reloj público, que fue colocado en el costado derecho de la parroquia de la Purísima Concepción que se halla en la plaza principal de la cabecera municipal.
En la administración del gobernador arquitecto Guillermo Rossell de la Lama (1981-1987), se realizó un proyecto turístico denominado "Centro Turístico El Paraíso", que consistía en un conjunto con restaurante, bar, fuente de sodas, cenadores, juegos infantiles y un área para pesca.

## Geografía

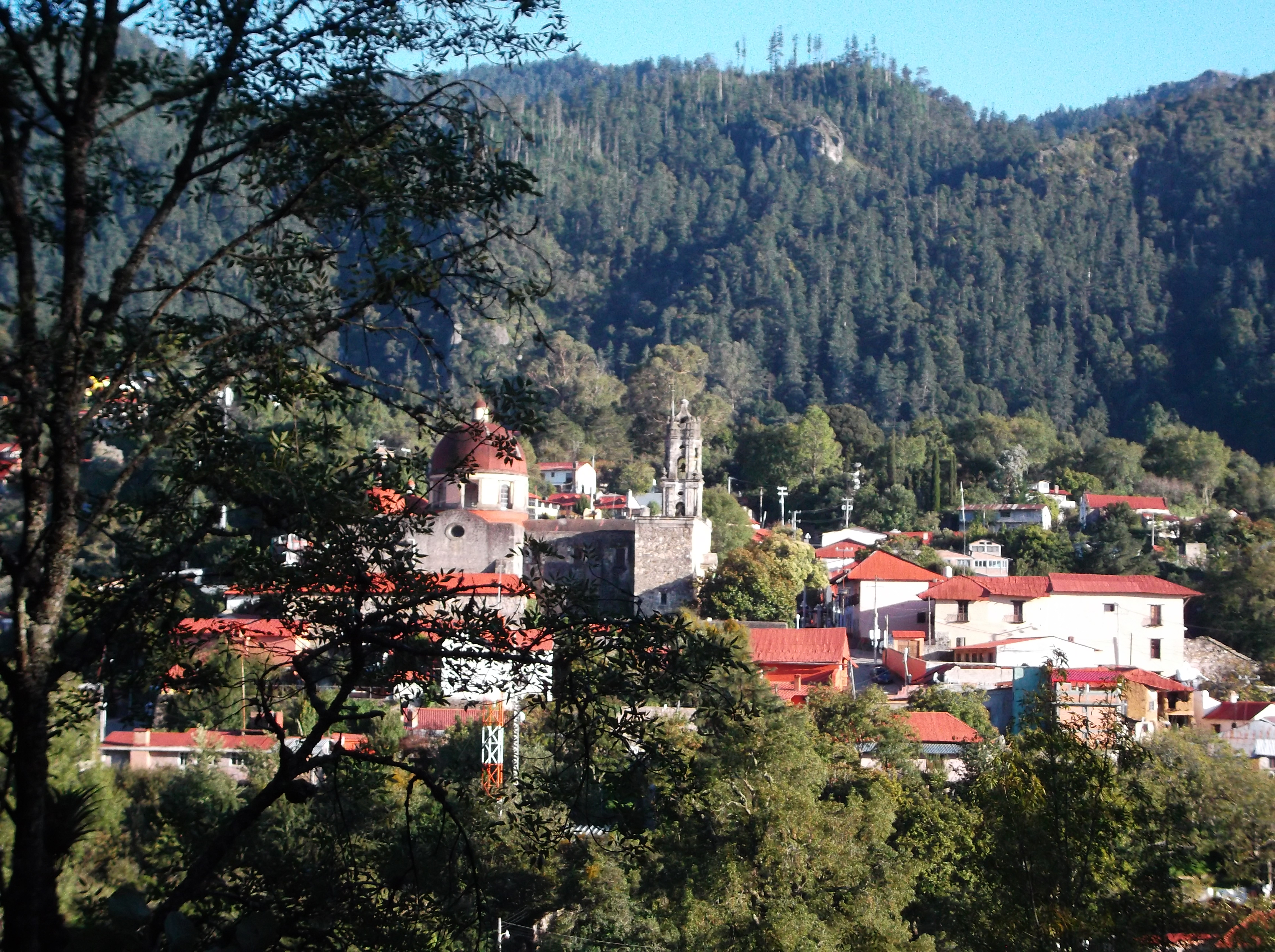
Panorámica de la localidad.

Se encuentra en la región geográfica de la Comarca Minera, en la Sierra de Pachuca; a la localidad le corresponden las coordenadas geográficas 20° 12’ 56.054” de latitud norte y 98° 43’ 52.424” de longitud oeste, con una altitud de 2358 m s. n. m. Cuenta con un clima templado subhúmedo con lluvias en verano, de mayor humedad.
En cuanto a fisiografía se encuentra en la provincia de la Eje Neovolcánico, dentro de la subprovincia de Sierras y Llanuras de Querétaro e Hidalgo; su terreno es de sierra. En lo que respecta a la hidrografía se encuentra posicionado en la región del Pánuco, dentro de la cuenca el río Moctezuma, y en la subcuenca del río Amajac.

## Demografía
En 2020 registró una población de 533 personas, lo que corresponde al 6.00 % de la población municipal. De los cuales 262 son hombres y 271 son mujeres.
| Gráfica de evolución demográfica de Mineral del Chico entre 1900 y 2020 |
|                                                                         |
| Población registrada por los censos y conteos del INEGI.                |

## Cultura

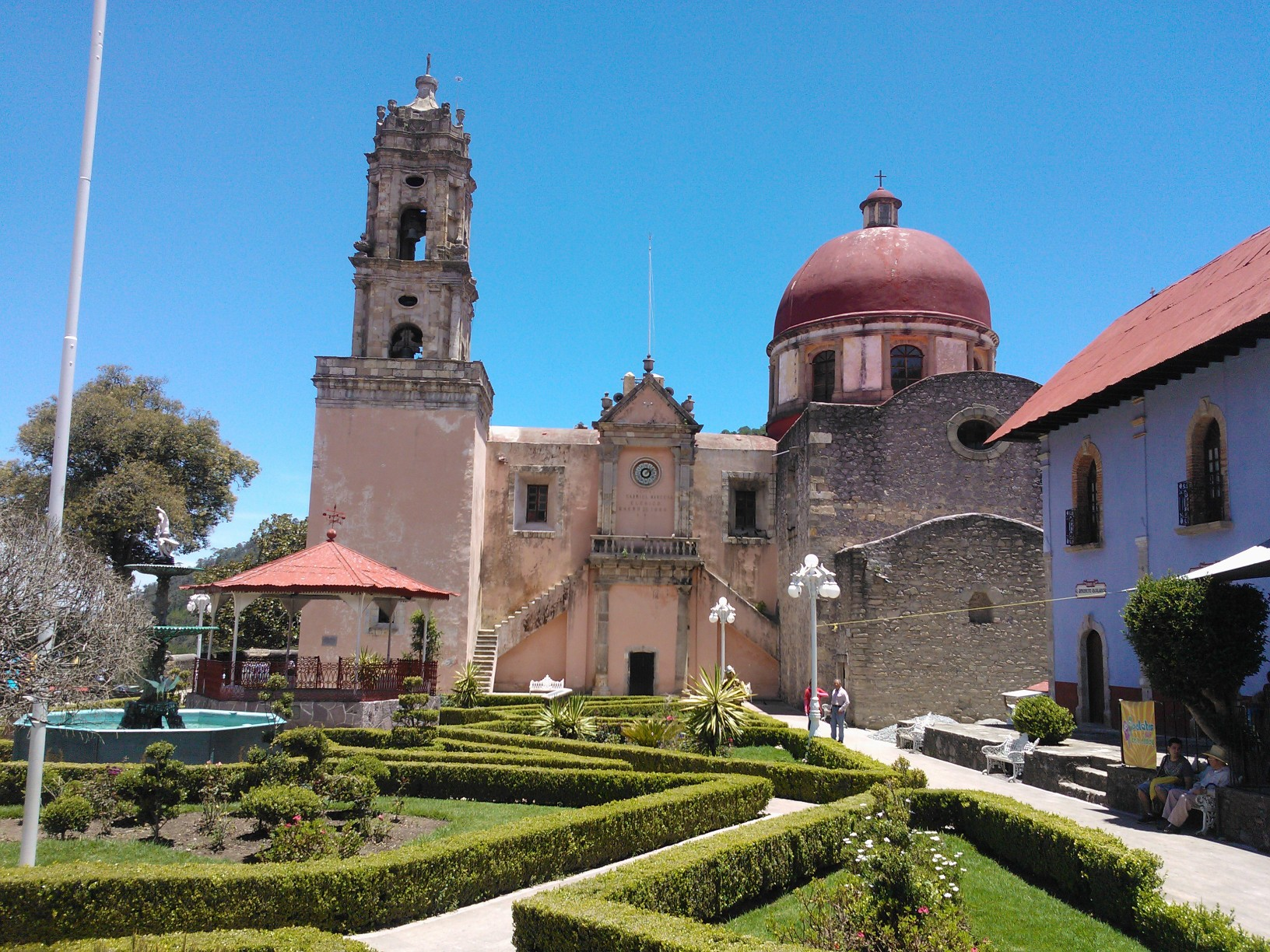
Parroquia de la Purísima Concepción.

### Arquitectura
Parroquia de la Purísima Concepción
En el centro del pueblo encontramos la Parroquia de la Purísima Concepción, construcción de estilo neoclásica con fachada de cantera y columnas toscanas, celebra su fiesta patronal el 8 de diciembre. Su primera construcción data de 1569; después de que se destruyó la primera capilla que era de adobe, se construye el templo en 1725 y más tarde en 1819 fue remodelado.